# Tropidozineus complanatus
Tropidozineus complanatus är en skalbaggsart som beskrevs av Monné 1991. Tropidozineus complanatus ingår i släktet Tropidozineus och familjen långhorningar. Inga underarter finns listade i Catalogue of Life.